# Ophiocordyceps
Ophiocordyceps és un gènere de fongs de la família Ophiocordycipitaceae. El gènere va ser descrit científicament de forma general per primera vegada pel micòleg britànic Tom Petch en 1931, i conté al voltant de 140 espècies que creixen en els insectes. La majoria d'espècies d'aquest gènere són de colors brillants com vermells, taronges i fins negres. La seva consistència és ferma.
Són gèneres anamòrfics que corresponen amb espècies d'Ophiocordyceps: Hirsutella, Hymenostilbe, Paraisaria i Syngliocladium.
El fong Ophiocordyceps unilateralis és conegut pel seu parasitisme sobre les formigues, ja que altera el comportament de les formigues per propagar-se més eficaçment. El fong ataca el cervell de la formiga fent que abandoni la seva colònia. La formiga mossega la vena vascular principal de la part inferior d'una fulla i roman quieta en aquesta posició fins que mor degut al creixement del fong a l'interior del cos de la formiga.
Ophiocordyceps sinensis ataca a les larves de lepidòpters al Tibet i és conegut per les seves propietats medicinals antitumorals.
El 2011, quatre noves espècies d'Ophiocordyceps van ser descrites en formigues Camponotus del Brasil.

## Taxonomia
- Ophiocordyceps acicularis
- Ophiocordyceps agriotidis
- Ophiocordyceps ainictos
- Ophiocordyceps amazonica
- Ophiocordyceps amazonica var. neoamazonica
- Ophiocordyceps aphodii
- Ophiocordyceps appendiculata
- Ophiocordyceps arachneicola
- Ophiocordyceps arbuscula
- Ophiocordyceps armeniaca
- Ophiocordyceps asyuënsis
- Ophiocordyceps aurantia
- Ophiocordyceps australis
- Ophiocordyceps barnesii
- Ophiocordyceps bicephala
- Ophiocordyceps brunneipunctata
- Ophiocordyceps bispora
- Ophiocordyceps blattae
- Ophiocordyceps caloceroides
- Ophiocordyceps cantharelloides
- Ophiocordyceps carabidicola
- Ophiocordyceps cicadicola
- Ophiocordyceps clavata
- Ophiocordyceps clavulata
- Ophiocordyceps coccidiicola
- Ophiocordyceps coccigena
- Ophiocordyceps cochlidiicola
- Ophiocordyceps communis
- Ophiocordyceps corallomyces
- Ophiocordyceps crassispora
- Ophiocordyceps crinalis
- Ophiocordyceps cuboidea
- Ophiocordyceps cucumispora
- Ophiocordyceps cucumispora var.  dolichoderi
- Ophiocordyceps curculionum
- Ophiocordyceps cylindrostromata
- Ophiocordyceps dayiensis
- Ophiocordyceps dermapterigena
- Ophiocordyceps dipterigena
- Ophiocordyceps discoideicapitata
- Ophiocordyceps ditmarii
- Ophiocordyceps dovei
- Ophiocordyceps elateridicola
- Ophiocordyceps elongata
- Ophiocordyceps elongatiperitheciata
- Ophiocordyceps elongatistromata
- Ophiocordyceps emeiensis
- Ophiocordyceps engleriana
- Ophiocordyceps entomorrhiza
- Ophiocordyceps evdogeorgiae
- Ophiocordyceps falcata
- Ophiocordyceps falcatoides
- Ophiocordyceps fasciculatistromata
- Ophiocordyceps ferruginosa
- Ophiocordyceps filiformis
- Ophiocordyceps formicarum
- Ophiocordyceps forquignonii
- Ophiocordyceps furcicaudata
- Ophiocordyceps gansuënsis
- Ophiocordyceps geniculata
- Ophiocordyceps gentilis
- Ophiocordyceps glaziovii
- Ophiocordyceps goniophora
- Ophiocordyceps gracilioides
- Ophiocordyceps gracilis
- Ophiocordyceps gryllotalpae
- Ophiocordyceps halabalaensis
- Ophiocordyceps heteropoda
- Ophiocordyceps hirsutellae
- Ophiocordyceps hiugensis
- Ophiocordyceps huberiana
- Ophiocordyceps humbertii
- Ophiocordyceps insignis
- Ophiocordyceps irangiensis
- Ophiocordyceps japonensis
- Ophiocordyceps jiangxiensis
- Ophiocordyceps jinggangshanensis
- Ophiocordyceps kangdingensis
- Ophiocordyceps kniphofioides
- Ophiocordyceps kniphofioides var. dolichoderi
- Ophiocordyceps kniphofioides var. monacidis
- Ophiocordyceps kniphofioides var. ponerinarum
- Ophiocordyceps koningsbergeri
- Ophiocordyceps konnoana
- Ophiocordyceps lachnopoda
- Ophiocordyceps laojunshanensis
- Ophiocordyceps larvarum
- Ophiocordyceps larvicola
- Ophiocordyceps lloydii
- Ophiocordyceps lloydii var.  binata
- Ophiocordyceps longissima
- Ophiocordyceps lutea
- Ophiocordyceps macularis
- Ophiocordyceps melolonthae
- Ophiocordyceps melolonthae var. rickii
- Ophiocordyceps michiganensis
- Ophiocordyceps minutissima
- Ophiocordyceps monticola
- Ophiocordyceps mrciensis
- Ophiocordyceps multiaxialis
- Ophiocordyceps myrmecophila
- Ophiocordyceps neovolkiana
- Ophiocordyceps nepalensis
- Ophiocordyceps nigra
- Ophiocordyceps nigrella
- Ophiocordyceps nigripes
- Ophiocordyceps nutans
- Ophiocordyceps obtusa
- Ophiocordyceps octospora
- Ophiocordyceps odonatae
- Ophiocordyceps osuzumontana
- Ophiocordyceps owariensis
- Ophiocordyceps owariensis f. viridescens
- Ophiocordyceps oxycephala
- Ophiocordyceps paludosa
- Ophiocordyceps paracuboidea
- Ophiocordyceps pentatomae
- Ophiocordyceps petchii
- Ophiocordyceps proliferans
- Ophiocordyceps prolifica
- Ophiocordyceps pruinosa
- Ophiocordyceps pseudolloydii
- Ophiocordyceps pseudolongissima
- Ophiocordyceps pulvinata
- Ophiocordyceps purpureostromata
- Ophiocordyceps purpureostromata f.  recurvata
- Ophiocordyceps ravenelii
- Ophiocordyceps rhizoidea
- Ophiocordyceps ridleyi
- Ophiocordyceps robertsii
- Ophiocordyceps rubripunctata
- Ophiocordyceps rubiginosiperitheciata
- Ophiocordyceps ryogamiensis
- Ophiocordyceps salebrosa
- Ophiocordyceps scottiana
- Ophiocordyceps selkirkii
- Ophiocordyceps sichuanensis
- Ophiocordyceps smithii
- Ophiocordyceps sobolifera
- Ophiocordyceps sinensis
- Ophiocordyceps sphecocephala
- Ophiocordyceps stipillata
- Ophiocordyceps stylophora
- Ophiocordyceps subflavida
- Ophiocordyceps subunilateralis
- Ophiocordyceps superficialis
- Ophiocordyceps superficialis f.  crustacea
- Ophiocordyceps takaoënsis
- Ophiocordyceps taylorii
- Ophiocordyceps thyrsoides
- Ophiocordyceps tricentri
- Ophiocordyceps truncata
- Ophiocordyceps uchiyamae
- Ophiocordyceps unilateralis
- Ophiocordyceps unilateralis var. clavata
- Ophiocordyceps variabilis
- Ophiocordyceps voeltzkowii
- Ophiocordyceps volkiana
- Ophiocordyceps wuyishanensis
- Ophiocordyceps yakusimensis
- Ophiocordyceps zhangjiajiensis